# Ferrières-le-Lac
Ferrières-le-Lac ist eine französische Gemeinde mit 168 Einwohnern (Stand: 1. Januar 2022) im Département Doubs in der Region Bourgogne-Franche-Comté.

## Geographie
Ferrières-le-Lac liegt auf 805 m, sieben Kilometer ostnordöstlich von Maîche und etwa 28 Kilometer südlich der Stadt Montbéliard (Luftlinie). Das Dorf erstreckt sich im Jura, im Nordosten des ausgedehnten Hochplateaus von Maîche, am Westfuß der Höhe von Belfays. Das Gemeindegebiet gehört zum Regionalen Naturpark Doubs-Horloger.
Die Fläche des 2,47 km² großen Gemeindegebiets umfasst einen Abschnitt des französischen Juras. Der Hauptteil des Gebietes wird vom schwach reliefierten Hochplateau von Maîche eingenommen, das durchschnittlich auf 800 m liegt. Es ist überwiegend mit Wies- und Weideland bestanden. Das Plateau besitzt keine oberirdischen Fließgewässer, weil das Niederschlagswasser im verkarsteten Untergrund versickert. Nach Norden reicht der Gemeindeboden bis zur Waldhöhe Sarmin. Nach Osten erstreckt sich das Gemeindeareal über die bewaldete Krete des Bois sous Belfays, auf der mit 910 m die höchste Erhebung von Ferrières-le-Lac erreicht wird, bis in die Mulde Sous les Rochers.
Nachbargemeinden von Ferrières-le-Lac sind Trévillers im Norden, Fessevillers im Osten, Belfays im Süden sowie Damprichard im Westen.

## Geschichte
Im Mittelalter gehörte Ferrières zum Herrschaftsgebiet von Maîche. Zusammen mit der Franche-Comté gelangte das Dorf mit dem Frieden von Nimwegen 1678 an Frankreich. Um eine Verwechslung mit anderen Gemeinden des gleichen Namens zu vermeiden, wurde Ferrières 1923 offiziell in Ferrières-le-Lac umbenannt.

## Sehenswürdigkeiten
Die Dorfkirche Saint-Roch in Ferrières-le-Lac wurde 1770 im klassischen Stil errichtet; der Kreuzweg wurde 1995 renoviert.

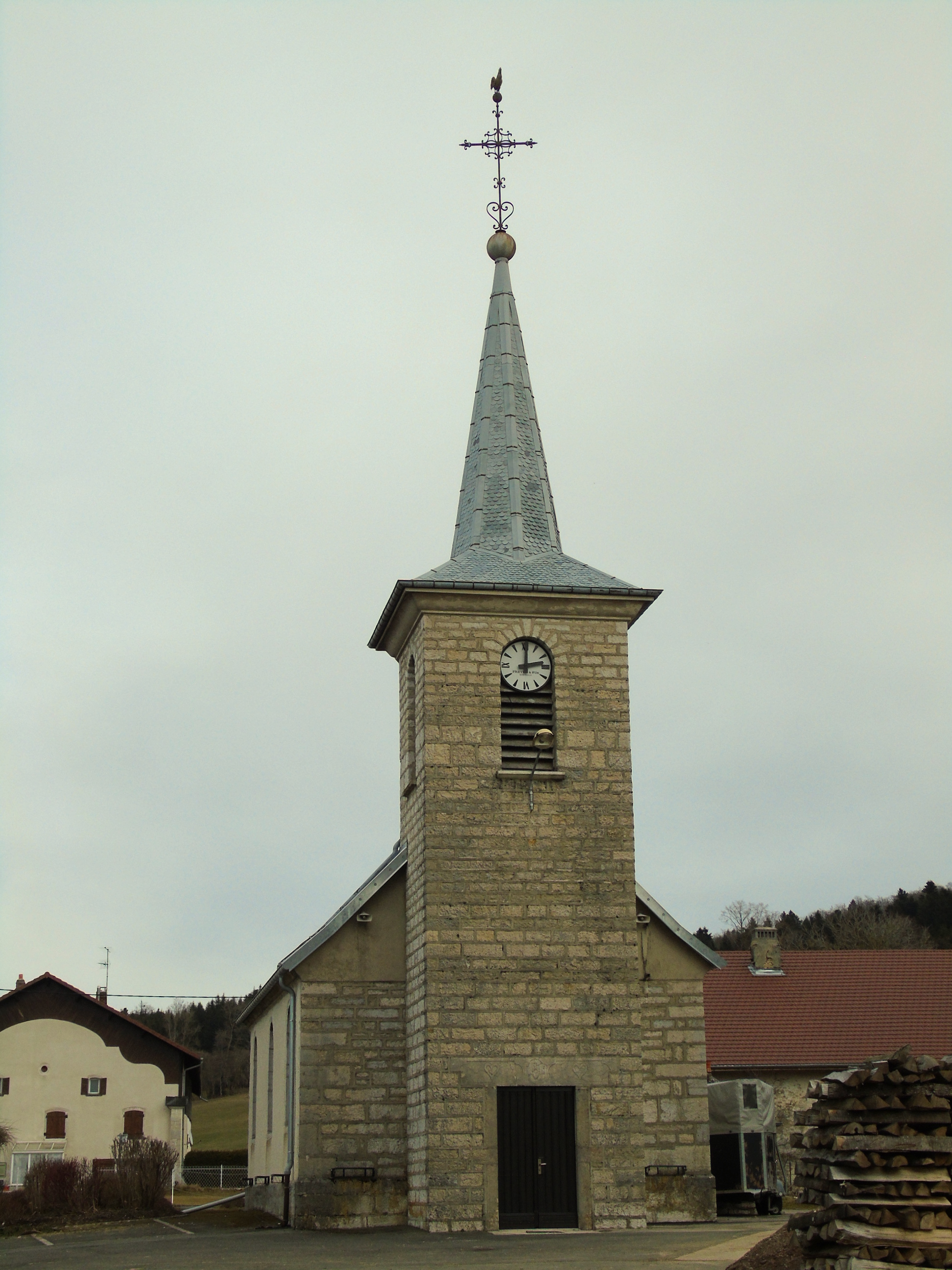
Kirche Saint-Roch
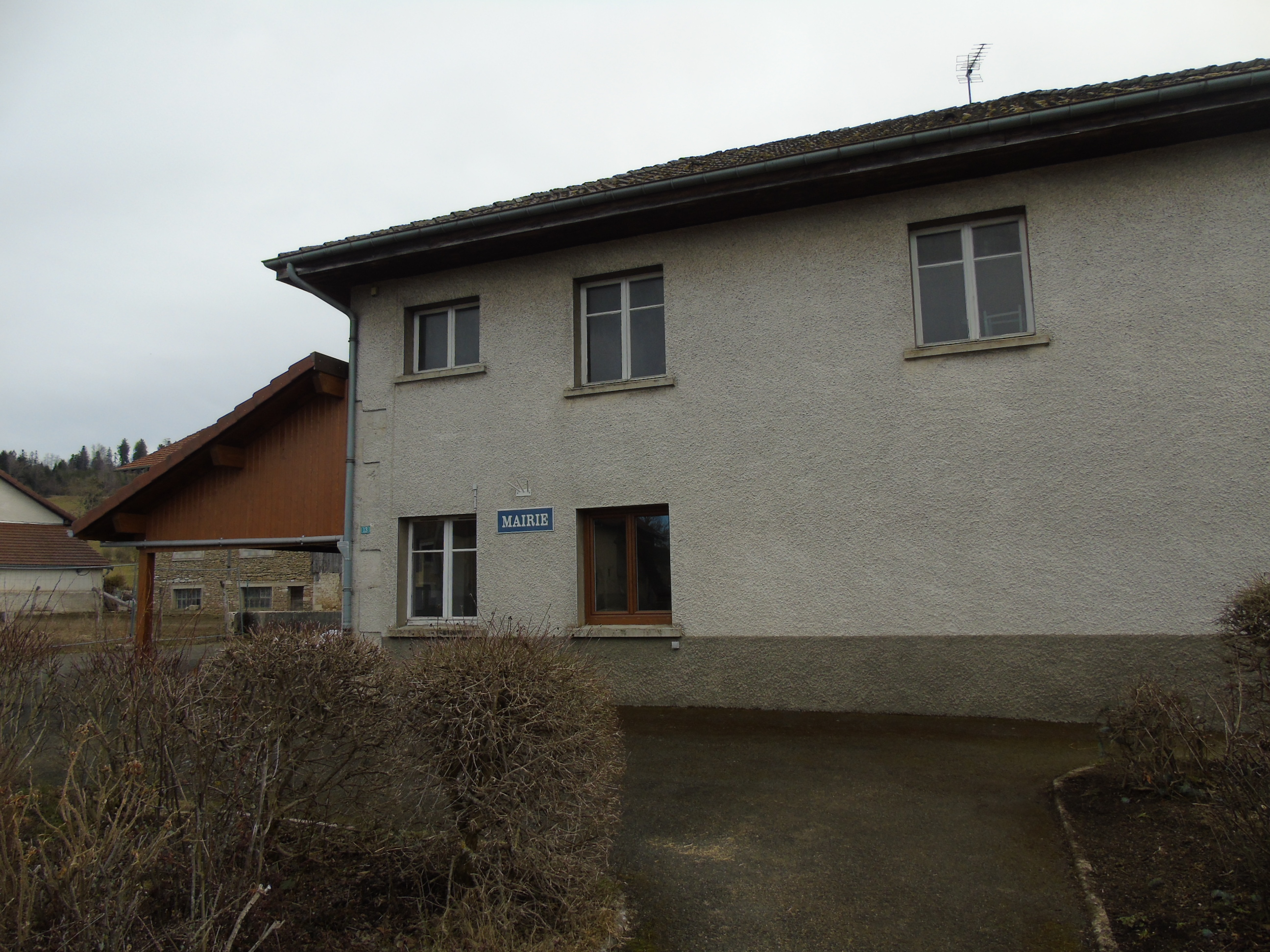
Mairie Ferrières-le-Lac

## Bevölkerung
| Jahr                       | 1962 | 1968 | 1975 | 1982 | 1990 | 1999 | 2004 | 2016 |
| Einwohner                  | 97   | 82   | 77   | 52   | 73   | 86   | 129  | 170  |
| Quellen: Cassini und INSEE |      |      |      |      |      |      |      |      |

Mit 168 Einwohnern (Stand 1. Januar 2022) gehört Ferrières-le-Lac zu den kleinsten Gemeinden des Départements Doubs. Nachdem die Einwohnerzahl in der ersten Hälfte des 20. Jahrhunderts deutlich abgenommen hatte (1896 wurden noch 144 Personen gezählt), wurde seit Beginn der 1980er Jahre wieder ein Bevölkerungswachstum verzeichnet.

## Wirtschaft und Infrastruktur
Ferrières-le-Lac war bis weit ins 20. Jahrhundert hinein ein vorwiegend durch die Landwirtschaft (Viehzucht und Milchwirtschaft) geprägtes Dorf. Daneben gibt es heute einige Betriebe des lokalen Kleingewerbes. Viele Erwerbstätige sind auch Wegpendler, die in den umliegenden größeren Ortschaften ihrer Arbeit nachgehen.
Die Ortschaft liegt abseits der größeren Durchgangsstraßen an einer Departementsstraße, die von Damprichard nach Fessevillers führt.